# Джейк Дауелл
Джейкоб Дауелл (англ. Jacob Dowell; 4 березня 1985, м. О-Клер, США) — американський хокеїст, центральний нападник. Виступає за «Даллас Старс» у Національній хокейній лізі.
Виступав за Вісконсинський університет (NCAA), «Норфолк Адміралс» (АХЛ), «Рокфорд Айсгогс» (АХЛ), «Чикаго Блекгокс».
В чемпіонатах НХЛ — 113 матчів (9+17), у турнірах Кубка Стенлі — 2 матчі (0+0).
У складі молодіжної збірної США учасник чемпіонату світу 2004 і 2005. У складі юніорської збірної США учасник чемпіонату світу 2003.
Досягнення
- Переможець молодіжного чемпіонату світу (2004).